# Cerro Monteagudo
El cerro Monteagudo es un monte situado en el parque natural de Sierra Mágina en la provincia de Jaén. La mitad oriental del cerro cae dentro del término municipal de Albanchez de Mágina, mientras que la occidental en el de Torres. Su altitud es de 1.684 m s. n. m.

## Geología
El cerro Monteagudo está compuesto principalmente por margocalizas, margas silíceas y calizas del Jurásico.

## Hidrografía
En su piedemonte occidental nace el río Torres, a partir de la unión del arroyo de la Víbora y el arroyo del Cañaón.
En la vertiente oriental nace el arroyo de la Fruela Alto, que unos pocos cientos de metros aguas abajo da lugar a la Caldera del Tío Lobo, una gruta por cuyas rocas circula un profundo cauce, cayendo por un acantilado. Este cauce va a parar posteriormente al río Cuadros.

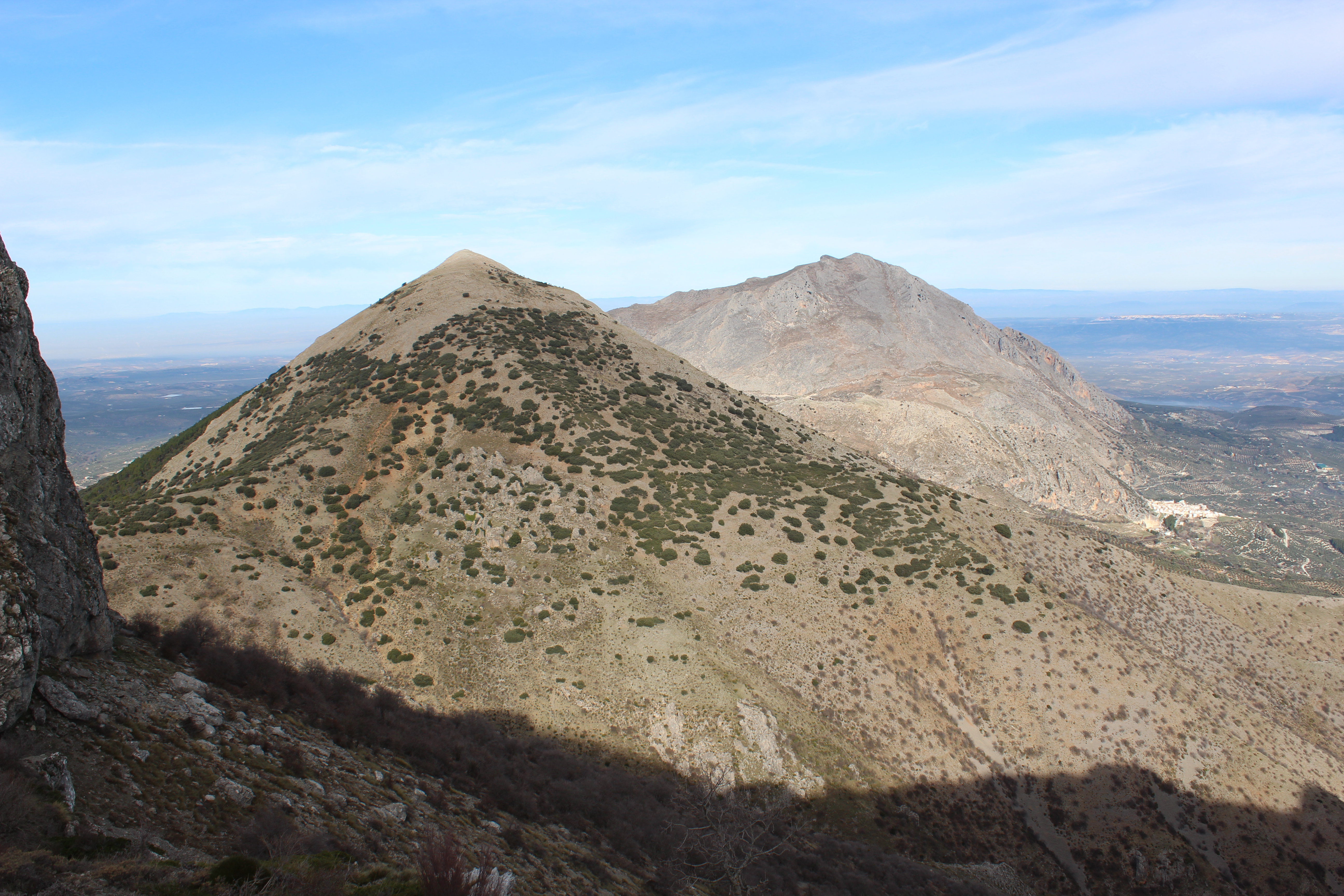
Vista de la ladera sur del cerro Monteagudo.